# Chayatorn Trairattanapradit
Chayatorn Trairattanapradit (ชยธร ไตรรัตนประดิษฐ์; nascido em 24 de março de 2004), conhecido pelo apelido de Tui (ตุ้ย) é um ator, baterista, beatboxer, cantor, compositor, dançarino e produtor musical tailandês. Ele é conhecido como membro da banda de T-pop LYKN, junto com Jakrapatr Kaewpanpong (William), Rapeepong Supatineekitdecha (Lego), Pichetpong Chiradatesakunvong (Hong) e Thanat Danjesda (Nut).

## Início da vida e educação
Tui nasceu em 24 de março de 2004 em Banguecoque, Tailândia. Ele estudou na Faculdade de Inovação Comunitária Social (COSCI) da Universidade Srinakharinwirot. Ela começou a aprender a cantar quando tinha 6 anos e a dançar quando tinha 15 anos. Ele gosta de jogar futebol e bilhar. Ele também faz beatbox e toca bateria. Ele tem um cachorro de estimação chamado Lion.

## Carreira
Em outubro de 2022, Tui foi confirmado como concorrente no reality show de sobrevivência da GMMTV Project Alpha. Em maio de 2023, ele estreou como membro do grupo LYKN após ficar em 3º lugar.
Em 2023, ele fez sua estreia como ator no curta-metragem do LYKN No Worries. Em dezembro de 2024, ele estreou na série BL ThamePo Heart That Skips a Beat.

## Discografia

### OST
| Ano  | Título da música                                                | Gravadora     |
| ---- | --------------------------------------------------------------- | ------------- |
| 2024 | "แค่จากนี้ไปเราไม่ปล่อยมือ (From Now On)" (OST de Kidnap)             | GMMTV Records |
| 2024 | "ไม่ใช่บังเอิญ (Destined)" (OST de ThamePo Heart That Skips a Beat) | GMMTV Records |

## Filmografia

### Cinema
| Ano  | Título     | Personagem | Notas                  |
| ---- | ---------- | ---------- | ---------------------- |
| 2023 | No Worries |            | Curta-metragem do LYKN |

### Séries de televisão
| Ano  | Título                          | Personagem    | Notas            | Canal |
| ---- | ------------------------------- | ------------- | ---------------- | ----- |
| 2024 | ThamePo Heart That Skips a Beat | Pepper/Per    | Papel principal  | GMMTV |
| TBA  | A Dog and a Plane               | Beer Thirawat | Papel recorrente | GMMTV |

### Programas de televisão
| Ano  | Título        | Personagem  | Notas                              |
| ---- | ------------- | ----------- | ---------------------------------- |
| 2023 | Project Alpha | Concorrente | Alpha; estreia como membro do LYKN |